# Жукей (Акмолинская область)
Жукей (каз. Жүкей) — село в Енбекшильдерском районе Акмолинской области Казахстана. Входит в состав Ульгинского сельского округа. Код КАТО — 114547200.

## География
Село расположено возле озера Жукей, в западной части района, на расстоянии примерно 16 километров (по прямой) к северо-западу от административного центра района — города Степняк, в 8 километрах к западу от административного центра сельского округа — аула Ульги.
Абсолютная высота — 392 метров над уровнем моря.
Ближайшие населённые пункты: аул Ульги — на востоке, село Кызылуюм — на юге (через озеро), село Вишнёвое — на западе.

## Население
В 1989 году население села составляло 216 человек (из них русские — 53 %, казахи — 27 %).
В 1999 году население села составляло 206 человек (99 мужчин и 107 женщин). По данным переписи 2009 года, в селе проживало 196 человек (96 мужчин и 100 женщин).
| Численность населения | Численность населения | Численность населения |
| 1989                  | 1999                  | 2009                  |
| --------------------- | --------------------- | --------------------- |
| 216                   | ↘206                  | ↘196                  |

## Улицы[5]
- ул. Лесная
- ул. Центральная
- ул. Шоссейная